# Eremodorea
Eremodorea là một chi bướm đêm thuộc họ Geometridae.

## Các loài
- Eremodorea haplopsara Turner, 1939